# Loud Out Records
Loud Out Records (Loud Out Rec.) – polska wytwórnia fonograficzna, działająca w latach 90. XX wieku, specjalizująca się głównie w muzyce rockowej, punkowej i heavymetalowej, wydawanych na płytach CD i kasetach magnetofonowych. Siedziba firmy znajdowała się w Warszawie przy ul. Zielnej 45/30.
Firma upadła w 2 poł. lat 90. w wyniku bankructwa. Wśród wydawnictw znajdowały się m.in. płyty zespołów: Ulisses, Hazael, Ghost (polska grupa death metalowa), Benediction, Asphyx, Samael, Acid Drinkers, Fort BS, SQUOT (The Aggressions), Incrowd, Bloodlust, Kr’shna Brothers, Alastor, Mr. Pollack czy pierwsza folkowa płyta Yaro oraz kasety min. demo Hate.